# وحدة كتل ذرية
وحدة الكُتل الذرية (u), أو دالتون (Da) هي وحدة صغيرة للكتلة تستخدم للتعبير عن الكتل الذرية والكتلة الجزيئية. وهي تساوي 1\12 من كتلة ذرة الكربون-12 . وعلى هذا:

## وحدة الكتلة الذرية
وحدة الكُتل الذرية (u)هي وحدة صغيرة للكتلة تستخدم للتعبير عن الكتل الذرية والكتلة الجزيئية. وهي تساوي 1\12 من كتلة ذرة الكربون-12. وعلى هذا:
u  = 1.660538921×10−27 كـغ
وبالعربية:
1 وحدة كتل ذرية = 1.660538921×10−27 كيلوجرام.

## سبب تسميتها
سميت وحدة دالتون بهذا الاسم نسبة إلى العالم جون دالتون، الذي اقترح كتلة ذرة هيدروجين كوحدة للكتل الذرية.

## علاقتها بعدد أفوجادرو
تعين وحدة الكتلة الذرية u كما ذكرنا اعلاه عن طريق تعيين كتلة 1 مول من كربون-12 ، فتكون وحدة الكتلة الذرية:
وحدة كتلة ذرية = كتلة 1 مول بالكيلوجرام/ عدد أفوجادرو
حيث أن عدد أفوجادرو NA يعطي عدد الذرات في 1 مول من المادة.
تبلغ كتلة 1 مول من الكربون 0.012 كغم وعدد أفوجادرو يساوي 6.02214129×1023 ذرة في المول. ،
إذن:
وزن ذرة كربون واحدة فقط = 0.012 كيلوجرام / 6.02214129×1023

وبما ان وحدة الكتلة الذرية الواحدة = 12\1 * وزن ذرة كربون واحدة

اذن
وحدة الكتلة الذرية الواحدة = 0.012 / 6.02214129×1023 * 12
= 1.660538921×10−27 كيلوجرام

لا بد من تعيين كتلة المواد بواسطة مطياف الكتلة عمليا. ذلك لأن كل عنصر يوجد في الطبيعة في صورة عدد من النظائر يختلف فيها عدد النيوترونات الموجودة في نواة النظير، ولا تختلف فيها عدد البروتونات. ونتائج تعيين كتلة مركب كيميائي بمطياف الكتلة تكون بوحدة «دالتون»، والتي هي قريبة من وحدة الكتل الذرية.
فمثلا، الكتلة الجزيئية للماء تساوى 18.01508 وحدة كتل ذرية، وهذا يعنى أن مول واحد من الماء له كتلة 18.01508 جرام. أو بالعكس، 1 جرام من الماء يحتوى على NA\ 18.01508 (تقريبا) من الجزيئات، أي
3.3428 × 1022 جزيء.

## قياس الكتل الذرية النسبية
يتم قياس الكتلة الذرية النسبية بواسطة مطياف الكتلة. بعد وضع عينة العنصر في مطياف الكتلة يتم قذفها بالإلكترونات التي تحول الذرة إلى أيون موجب. ويتم استخدام مجال كهربي لتعجيل هذه الأيونات الموجبة. وبعدها تنحرف الأيونات عن طريق مجال مغناطيسي. وكنتيجة لذلك تنحرف النظائر الخفيفة بدرجة أكبر من النظائر الثقيلة. وهذا ينتج عنه طيف كتلة .
وهذا الطيف يوضح نقطتين:
1. نسبة كتل النظائر في العينة.
2. تواجد النظائر.

## تاريخ وحدة الكتل الذرية
كان الكيميائي جون دالتون أول من اقترح كتلة ذرة هيدروجين كوحدة للكتل الذرية. وقام فرانسيس أستون مخترع مطياف الكتلة، باستخدام 1\16 من كتلة الأكسجين-16 أيضا كوحدة كتل ذرية.
وقبل 1961, كانت وحدة الكتل الذرية الفيزيائية معرفة على أنها 1\16 من كتلة ذرة الأكسجين-16, بينما وحدة الكتل الذرية الكيميائية على أنها 1\16 من متوسط كتلة ذرة الأكسجين (على أساس حساب نسبة تواجد النظائر المختلفة للأكسجين). وكلا الوحدتين تختلف اختلاف قليل للغاية عن الوحدة المستخدمة حاليا، والتي تم اقتراحها بواسطة الإتحاد الدولي للفيزياء البحتة والتطبيقية في عام 1960 والإتحاد الدولي للكيمياء البحتة والتطبيقية في عام 1961.

## اقرأ أيضا
- مطياف الكتلة
- طومسون
- عدد ذري
- عدد أفوجادرو

## وصلات خارجية
- القيمة المقبولة لوحدة الكتل الذرية عام 2002